# CLSA
CLSA est une banque d’investissement et un groupe de services financiers spécialisés,  leader sur l’Asie-Pacifique et avec une présence mondialisée, offrant des solutions en marchés de capitaux, gestion d’actifs, finance d’entreprise, courtage et gestion de patrimoine.
En 2013, CITIC Securities, la plus grande banque d’investissement de Chine, a acquis CLSA pour 1,3 milliard de dollars américains.

## Historique
Fondée en 1986, CLSA a son siège à Hong Kong et dispose de bureaux ou de représentants dans 20 villes de la région Asie-Pacifique, ainsi qu’à travers le monde comme Londre, Amsterdam, San Francisco et New York.  
Au début, CLSA s’appelait Winfull Laing & Cruickshank Securities, fondée par Jim Walker et le banquier hongkongais Francis Leung. Par la suite, la banque française Crédit Lyonnais SA est entrée au capital, ce qui a conduit à un changement de nom pour devenir le groupe CLSA.
En 2003, Crédit Agricole a fusionné avec Crédit Lyonnais, devenant ainsi la troisième plus grande banque d’Europe. Elle est également devenue l’actionnaire majoritaire de CLSA, détenant 65 % des parts, tandis que les 35 % restants étaient détenus par les employés et la direction de CLSA.
Entre 2012 et 2013, le Crédit agricole annonce la vente de sa « pépite asiatique » pour éponger ses dettes liées à la faillite de la Grèce, CITIC Securities International a racheté CLSA pour 1,252 milliard de dollars américains, faisant de CLSA une filiale à 100 % de CITIC.

## Forum d'investisseurs
L'entreprise est spécialement connue pour son Forum annuel d'investisseurs.
En 2018, environ 1 500 PDG et directeurs financiers issus de plus de 570 entreprises ont participé aux forums organisés par CLSA afin de présenter leurs activités et de rencontrer plus de 1 900 investisseurs institutionnels du monde entier. Près de 5 200 réunions privées ont également été organisées à cette occasion.

## Sources
- Le Crédit agricole vend le joyau de la couronne (article Médiapart)
- (en)
- (en)
- (en)
- (en)